# Calyptranthes depressa
Calyptranthes depressa är en myrtenväxtart som beskrevs av Ignatz Urban. Calyptranthes depressa ingår i släktet Calyptranthes och familjen myrtenväxter. Inga underarter finns listade i Catalogue of Life.